# Schlücht
El Schlücht es un río en el sur de Baden-Wurtemberg, Alemania.

## Recorrido
Nace en la Selva Negra Meridional cerca de Grafenhausen en el lago del Schlücht, un lago natural. En una parte del lago se puede nadar y en la orilla hay un césped para tomar el sol. Después de aproximadamente 20 km desemboca en el río Wutach y con este en el Rin.